# Newton, Iowa
Newton är en stad (city) i Jasper County, i delstaten Iowa, USA. Enligt United States Census Bureau har staden en folkmängd på 15 130 invånare (2011) och en landarea på 29 km². Newton är huvudort i Jasper County.

## Kända personer från Newton
- Sharon Needles, dragqueen